# Inspiration Point (Yellowstone)

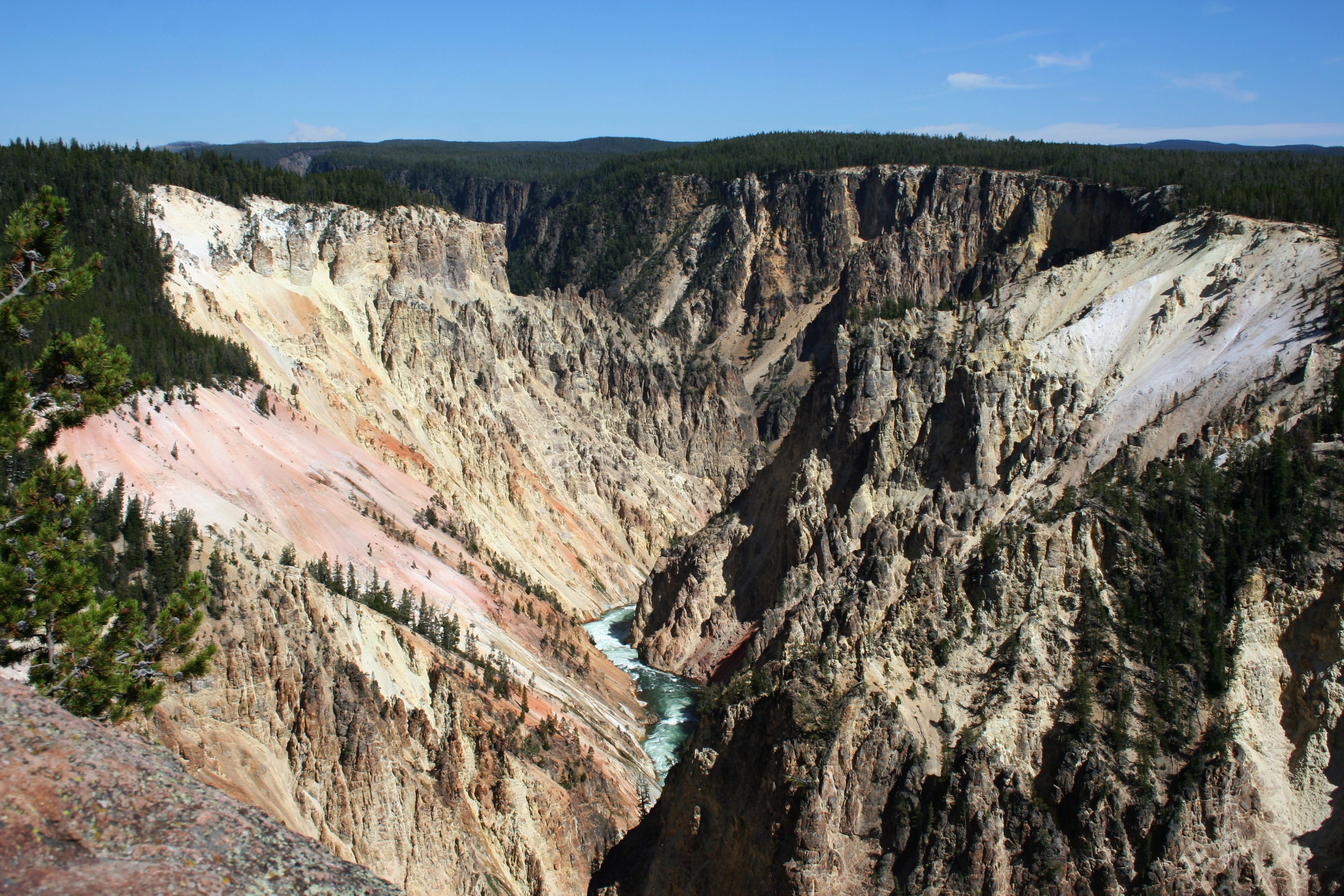
Widok na Wielki Kanion rzeki Yellowstone z Inspiration Point

Inspiration Point - punkt widokowy na rzekę Yellowstone w Parku Narodowym Yellowstone w Stanach Zjednoczonych. Jest bliźniaczym punktem do Artist Point, z tą różnicą, że leży po przeciwnej stronie Wielkiego Kanionu rzeki Yellowstone na naturalnym skalnym cyplu. Z punktu oprócz wielokolorowych, urwistych ścian kanionu można podziwiać jeden z najbardziej spektakularnych wodospadów w parku - wodospad Lower Yellowstone Fall. Sam punkt został rozbudowany, obecnie turyści mogą wchodzić na platformę widokową umożliwiającą podziwianie kanionu w dwie strony - w dół kanionu na zachód oraz w górę na wschód gdzie widoczny jest wodospad.